# Gadejørgen
Jørgen Ernesto Grønning (født 1. januar 1961 i Århus), også kendt som Gadejørgen, er en dansk sangskriver og gadesanger. Han er primært kendt fra den delvist animerede DR-serie Gadejørgen (2018), instrueret af Kristian Nordentoft.
Samme år udkom albummet 'Gadejørgen - Hele mit liv' på pladeselskabet Raske Plader. Albummet er produceret, arrangeret og mixet af Lasse Aagaard.
Udover at synge spiller Grønning desuden på banjo, ukulele, seks- og tolvstrengsguitar, violin, klaver og harmonika.